# Лицвинко, Камила
Камила Лицвинко (пол. Kamila Lićwinko, в девичестве — Степанюк (пол. Stepaniuk); род. 22 марта 1986 года, Бельск-Подляски) — польская прыгунья в высоту, чемпионка мира в помещении 2014 года (разделила первое место с россиянкой Марией Кучиной), победительница Универсиады 2013 года. Рекордсменка Польши в прыжке в высоту на открытых стадионах (1,99 м, делит достижение с Юстиной Каспшицкой) и в помещении (2,02).

## Биография
В детстве её родители записали Камилу на тренировки по лёгкой атлетике, где её первым тренером стал бывший прыгун тройным Эугениуш Беденичук. Наряду с основными занятиями она играла в волейбол. В возрасте 15 лет она окончательно определилась, что будет выступать в прыжках в высоту. Впервые выступила на международных соревнованиях в 2005 году на чемпионате Европы среди юниоров, где заняла 7-е место. В 2007 году на чемпионате Европы среди молодёжи заняла 4-е место. Принимала участие на чемпионате мира 2009 года, на котором не смогла выйти в финал.
Пропустила Олимпийские игры 2012 года из-за травмы колена. На Олимпийских играх 2016 года в Рио заняла в финале 9-е место с результатом 1,93 м.